# Водстрой
Водстро́й — микрорайон в Тракторозаводском районе города Волгоград, территориально отдельный посёлок, удален от города на 5 километров, от ближайшей железнодорожной станции Орловка 1 километр.

## История
До революции и последовавшего после административного деления место будущего поселка относилось к Ерзовской волости Царицынского уезда Саратовской губернии и использовалось как поля и бахчи сел Орловка и ныне исчезнувшего села Рынок. В дни Сталинградской битвы территория, на которой в будущем возникнет посёлок, стала местом ожесточенных боев.
Строительство организованно началось в 1950-х годах как рабочий посёлок мелиораторов. Напоминанием об этом остались название дома культуры «Мелиоратор», улицы Мелиораторов и в самом названии поселка Водстрой — ВОДноеСТРОИтельство. Промышленное развитие продолжилось с постройкой в 1962 году исправительной колонии ЯР-154/9 строгого режима (сейчас ФБУ ИК-9 УФСИН России по Волгоградской области). В 1960—1970 годах были построены промышленные объекты: строительная организация «передвижная механизированная колонна № 23», завод железобетонных изделий, завода поливного оборудования «Фрегат», лесопилка войсковой строительной части и другие.
Вместе с промышленностью развивалась и жилая инфраструктура — были построены детский сад № 321, средняя школа № 74, ПТУ № 54, дом Культуры «Мелиоратор». В 1950—1960 годах двухэтажными домами была застроена получившая неофициальное название "Старый поселок" территория  восточнее Третьей Продольной магистрали. В 1970—1980 годах застройка «перешагнула» дорогу, пятиэтажными "хрущевками" и "брежневками" был застроен "Новый посёлок"..  В 1986 году к Водстрою административно присоединен посёлок Заречный.
Поселок пересекает трасса Р-228, в районе Волгограда являющейся 3-й Продольной магистралью, через нее связывающей поселок с Дзержинским районом. Вторая связующая дорога - выход на Тракторозаводский  район вдоль Волгоградского Алюминиевого завода на улицу Шурухина. Общественный транспорт  - 3 автобусные остановки, неофициальные названия "Звезда", "Школа", "Конечная" связывающее поселок к Тракторозаводским районом. Единственная асфальтированная  дорога  через Водстрой связывает село Орловка с остальной дорожной сетью.
С момента основания Водстрой был включен в состав Городищенского района Волгоградской области. В 1959 году физические лица были отнесены к Тракторозаводскому району города, а принадлежащая юридическим лицам земля продолжала относиться к Городищенскому району. C 1978 года является посёлком городского типа. В марте 2010 года посёлок полностью вошел в состав города Волгограда.

## Улицы
- Костюченко, 55 домов и производственных построек — в честь сталинградского милиционера Костюченко Кузьмы Антоновича, 1898—1972. В августе 1942 года батальон народного ополчения, командиром которого стал начальник 8-го отделения милиции Сталинграда майор милиции Костюченко, до подхода советских армейских частей несколько дней сражался против вермахта, не дав возможности противнику с ходу взять Тракторный завод. Был награждён орденом Красного Знамени[6].
- Зенитчиков, 19 домов — в память о боях в этих местах 1077 зенитного полка в дни Сталинградской битвы.
- Луконина, 18 домов — в честь поэта Михаила Кузьмича Луконина.
- Мелиораторов, 14 домов — в память о назначении поселка при рождении — рабочий посёлок мелиораторов[источник не указан 3744 дня].

## Память
В память о воевавших в период Великой Отечественной войны воинских частях созданы памятники:
- На улице Костюченко в память о моряках Волжской военной флотилии установлена стела 48°50′23″ с. ш. 44°34′48″ в. д.HGЯO .
- На улице Костюченко был установлен памятный знак — пятиконечная красная звезда из железа высотой примерно 5-7 метров 48°50′21″ с. ш. 44°33′52″ в. д.HGЯO. Демонтирован в середине 2000-х годов. Память о нем осталась в названии автобусной остановки — «Звезда».
- В профессионально-техническом училище № 54 есть музей 1077 зенитного полка.